# Plaine de Montfort-l'Amaury
La plaine de Montfort-l'Amaury ou plaine de Montfort est une très vaste étendue au cœur du département des Yvelines qui s'étend entre la vallée de la Mauldre à l'est, la forêt de Rambouillet au sud, les hauteurs de La Queue-les-Yvelines à l'ouest et les forêts de Thoiry et Beynes au nord.

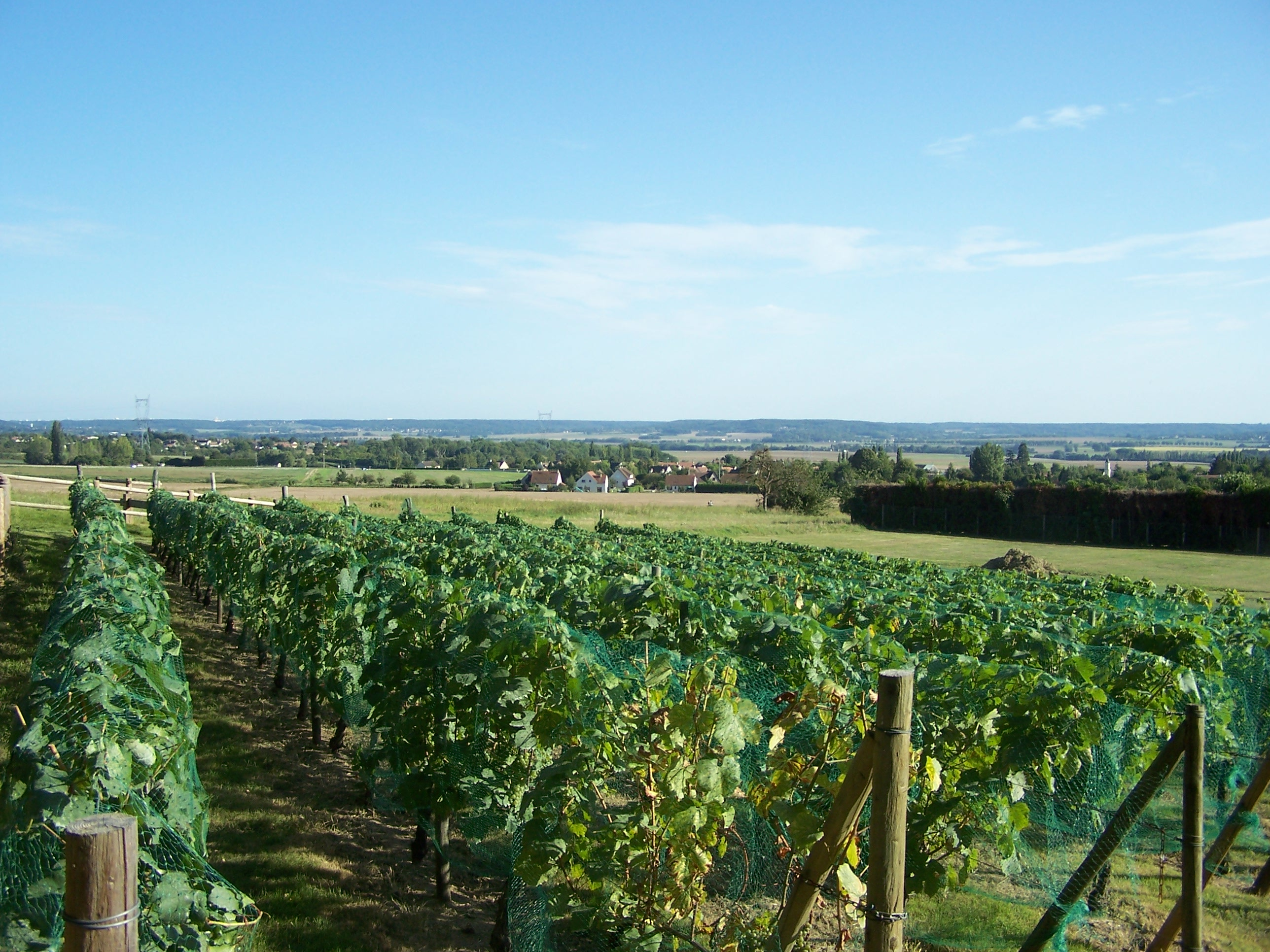
La plaine de Montfort vue des hauts d'Auteuil
Au loin, les contreforts de Neauphle, Pontchartrain et Maurepas

Elle se situe à l'ouest et dans la continuité de la plaine de Versailles, en contrebas des contreforts de Neauphle-le-Château et de Villiers-Saint-Frédéric.
Il s'agit d'un piémont du Massif de Rambouillet.

## Historique
Le centre de cette plaine se situe à peu près au niveau du hameau de la Bardelle à Vicq. La cité de Montfort-l'Amaury a donné son nom à cette plaine en raison de son importance due à la présence, depuis le XIe siècle jusqu'au début du XVIe siècle, des seigneurs, puis comtes de Montfort-l'Amaury. La ville se situe au sud de la plaine, adossée à la forêt de Rambouillet.

## Rivières
La plaine correspond à la partie ouest du bassin versant de la Mauldre, les sous-bassins dits de la Guyonne et du Lieutel. Les principaux affluents de la Guyonne sont le ru d'Orguen, le Guyon, le ru des Brulins et le ru de Gaudigny. Ceux du Lieutel sont le ru de Ponteux, la Mormaire, le ru de la Couarde, le ru du Breuil, le ru de la Coquerie et le ru de Merdron.

## Communes

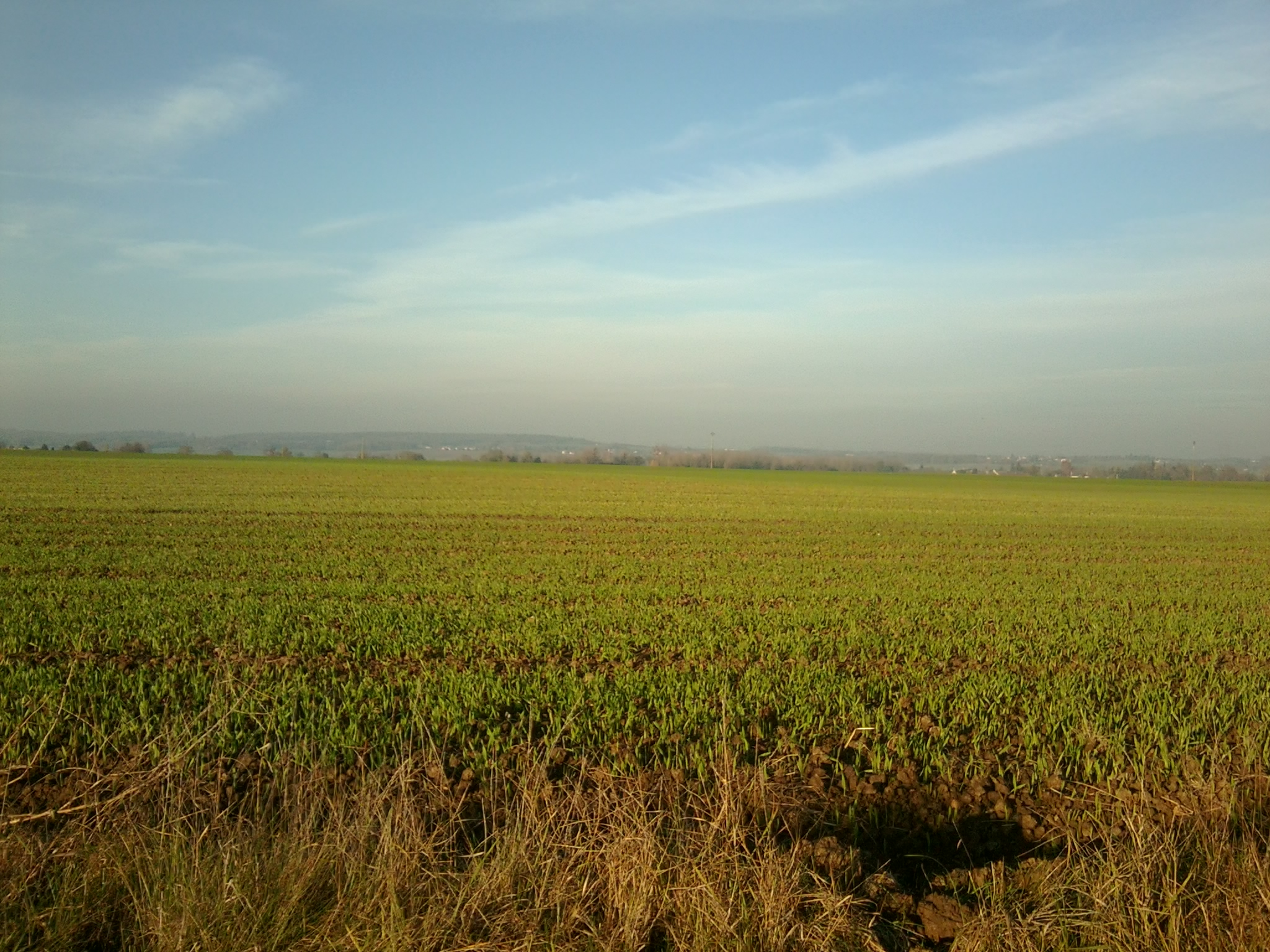
Vue des communes se situant le plus au nord.

Les communes qui font partie de cette plaine sont, d'est en ouest, au sud et le long de la RN 12, Jouars-Pontchartrain, Le Tremblay-sur-Mauldre, Bazoches-sur-Guyonne, Mareil-le-Guyon, Méré, Montfort-l'Amaury, Galluis et Grosrouvre. Au nord et le long de la RN 12, se trouvent les communes de Neauphle-le-Vieux, Vicq, Boissy-sans-Avoir, La Queue-lez-Yvelines et Garancières. Plus au nord, se situent les communes de Saulx-Marchais, Auteuil, Autouillet et Villiers-le-Mahieu.

## Transports
Au plan circulation routière, la plaine est, avant tout, traversée par la RN 12 selon un axe est-ouest. Les axes transversaux nord-sud sont la RD 191, en provenance de la vallée de la Mauldre, qui traverse l'est de la plaine puis le flanc est de la forêt de Rambouillet vers Le Perray-en-Yvelines et Rambouillet et la RD 76 qui relie Thoiry à Montfort.
La ligne SNCF Paris-Granville traverse la plaine en suivant, à peu de chose près, le tracé de la RN 12. Cette ligne supporte la ligne N du Transilien entre Paris-Montparnasse et Houdan. Trois gares desservent la plaine, celle de Villiers - Neauphle - Pontchartrain à l'est, celle de Montfort-l'Amaury - Méré quasiment en son centre et celle de Garancières - La Queue à l'ouest.